# تونی فادل

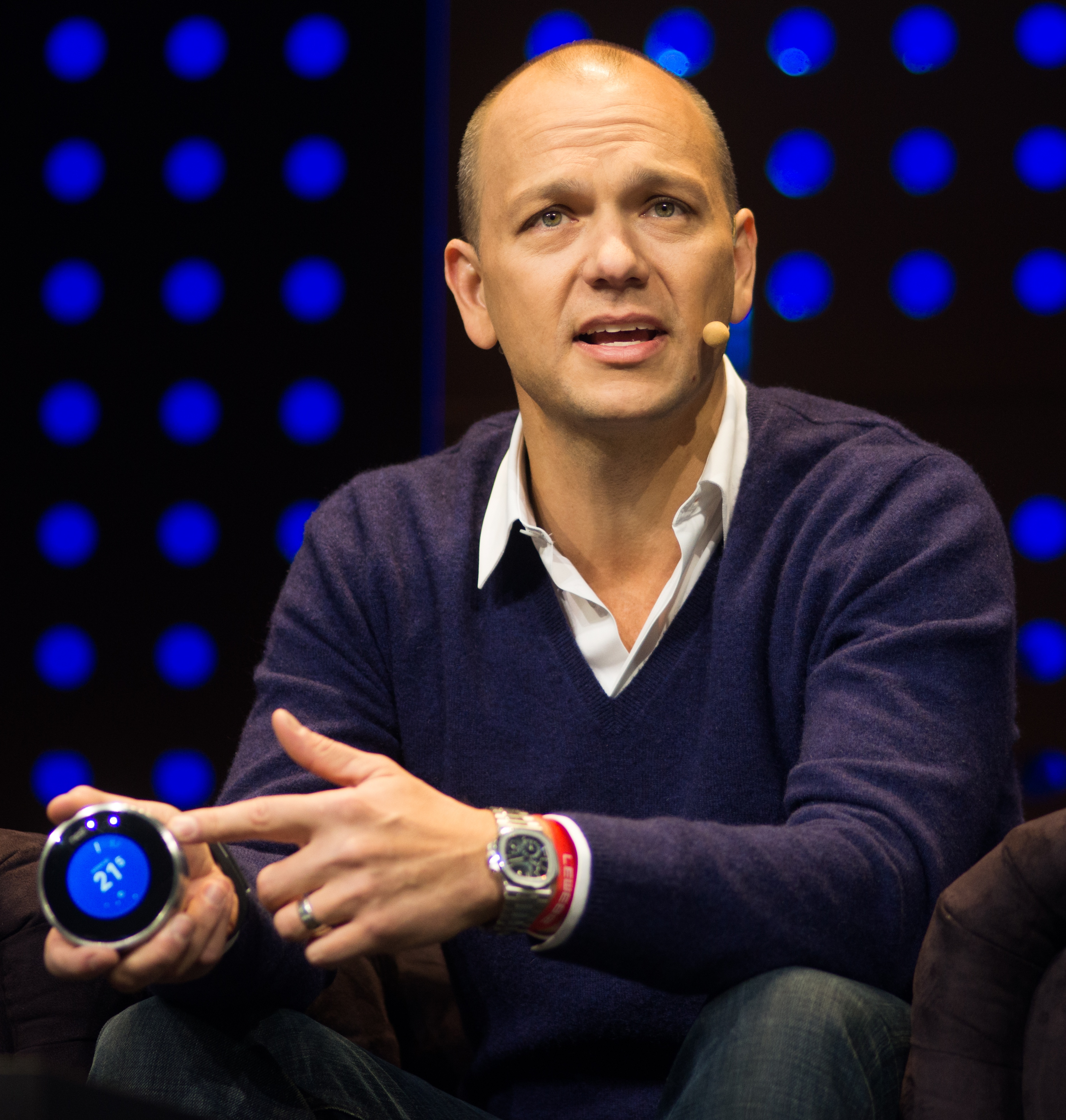

آنتونی ام. "تونی" فادل (به انگلیسی: Anthony M. "Tony" Fadell) (متولد ۱۹۶۹) یک مهندس کامپیوتر آمریکایی-لبنانی است. شهرت فادل بیشتر به خاطر نایب رییسی ارشد بخش آی‌پاد در شرکت اپل بود که جایگزین جان رابینشتان در سال ۲۰۰۶ شده‌بود. در ۴ نوامبر ۲۰۰۸، شرکت اپل اعلام کرد که فادل در حال ترک سمت نایب رئیس ارشد است اما همچنان به عنوان مشاور استیو جابز در اپل باقی می‌ماند. فادل در سال ۲۰۱۰ شرکت نست را افتتاح کرد.